# Zevenbergen
Zevenbergen é uma cidade neerlandesa, parte do município de Moerdijk. Está localizada no noroeste da província de Brabante do Norte, próxima de Breda. O famoso pintor Vincent van Gogh viveu em Zevenbergen por dois anos.